# Pecluma hoehnii
Pecluma hoehnii là một loài thực vật có mạch trong họ Polypodiaceae. Loài này được (A. Samp.) Salino miêu tả khoa học đầu tiên năm 1998.